# Catalina Denman Champion
Catalina A. Denman (California, 5 de enero de 1951) es una antropóloga mexicana. Fue la primera mujer Rectora de El Colegio de Sonora (2003-2008). Sus investigaciones versan sobre salud y sociedad en población en condiciones de vulnerabilidad. Como investigadora desarrolla en colaboración programas de promoción y educación en salud para diabetes, cáncer cervicouterino, de mama y otras enfermedades crónicas. 

## Trayectoria académica y profesional.
Radicó en Tabasco por 16 años hasta el año 1967 en el que se mudó a la Ciudad de México, donde cursó la preparatoria y la licenciatura, e inició su carrera profesional. En 1972 entró a trabajar a la Fundación para Estudios de Población; en 1974 al Museo Nacional de Antropología (proyecto La Casa del Museo); en 1976 al Centro de Investigaciones Superiores del Instituto Nacional de Antropología (ahora CIESAS)  y en 1980 a El Colegio de México. En febrero de 1982 llegó a vivir a Sonora y entra a trabajar al Instituto de Investigaciones y Estudios Superiores del Noroeste, ahora Centro de Investigación en Alimentación y Desarrollo donde fue profesora de la primera generación de la Maestría en Nutrición.
Concluyó los estudios de licenciatura en Antropología Social titulada en 1971 en la Universidad de las Américas. En 1988 se tituló de la maestría en Ciencias Sociales de El Colegio de Sonora con la tesis Repercusiones de la Industria Maquiladora de Exportación en Salud: El peso al nacer de hijos de obreras de Nogales. En 2001 se tituló del doctorado en Ciencias Sociales por El Colegio de Michoacán, con la tesis Prácticas de atención al embarazo de trabajadoras de una maquiladora en Nogales, Sonora, México.
Forma parte del Sistema Nacional de Investigadores desde el año 2001, es Investigadora Nacional Nivel III desde 2005.
En 1988 ingresó a El Colegio de Sonora como profesora e investigadora y desde entonces realiza investigación sobre salud y sociedad, con poblaciones que viven en condiciones de vulnerabilidad. Para contribuir al conocimiento sobre los problemas sociales y su relación con los procesos de salud-enfermedad-atención ha abordado los siguientes temas: la salud de trabajadoras de la maquila; la evaluación de programas de atención primaria a la salud en Nogales, Sonora; género y salud reproductiva, cánceres de la mujer y diabetes. El análisis de las prácticas de cuidado a la salud desde la perspectiva salutogénica y sociocultural, el enfoque en las expresiones de agencia de las mismas personas estudiadas y la búsqueda de su participación en la propia investigación han sido características de su trabajo.
Para aterrizar los resultados de investigación en la aplicación concreta de problemas participó con sus colegas en la construcción de equipos multinstitucionales de colaboración con el Centro de Investigación en Alimentación y Desarrollo, la Universidad de Sonora, El Colegio de la Frontera Norte, el Colegio Zuckerman de Salud Pública de la Universidad de Arizona,  y la Universidad de Míchigan, así como con las propias instituciones de salud como la Secretaría de Salud y el IMSS. De esas iniciativas nacieron proyectos de investigación colaborativa, la organización de eventos como Información para la Acción, Encuentro Fronterizo de Salud y Ambiente, programas de formación de recursos humanos como el Diplomado en Salud Pública, Diplomado en Salud Reproductiva, Diplomado en Promoción de la Salud y un programa de becas doctorales en la Universidad de Míchigan para la formación de especialistas en epidemiología para el noroeste de México.
En el año 2015 inició el proyecto Herramientas y prácticas para disminuir las enfermedades cardiovasculares y sus complicaciones en la población diabética de México financiado por el Instituto Nacional del Corazón, los Pulmones y la Sangre con Cecilia Rosales y Jill de Zapién e investigadoras de la Universidad de Arizona, y con María del Carmen Castro Vásquez y Elsa Cornejo Vucovich y un equipo de El Colegio de Sonora.  Esta investigación desarrolló el programa educativo Meta Salud Diabetes  para mejorar la calidad de vida de las personas que viven con diabetes y se ha ofrecido en Sonora, Arizona, Baja California, y Benín, África Occidental.
Al jubilarse en 2020 se integró al programa de retiro activo de El Colegio de Sonora como directora del Centro de Promoción de la Salud del Norte de México, un proyecto del Centro de Estudios en Salud y Sociedad. Investiga, desde las ciencias de la implementación en salud, la factibilidad de consolidar programas de promoción de la salud y, como integrante de la Alianza Global de Enfermedades Crónicas, comparte esta experiencia con otros países. 
Desde1988 es profesora de los programas de El Colegio de Sonora y directora de tesis de maestría y doctorado.

## Contribuciones.
- Evaluadora. Proceso de selección de solicitudes presentadas a la Convocatoria 2021 de "Apoyos complementarios para estancias sabáticas vinculadas a la consolidación de grupos de investigación". Consejo Nacional de Ciencia y Tecnología.
- Miembro del Jurado Calificador. Premio en Investigación en Nutrición 2021.[21] Fondo Nestlé para la Nutrición de la Fundación Mexicana para la Salud, A.C., Instituto Nacional de Ciencias Médicas y Nutrición Salvador Zubirán y Fomento de Nutrición y Salud, A.C. (2021 - 2021).
- Evaluadora. Proceso de selección en el marco de la convocatoria Becas al Extranjero Convenios GOBIERNO FRANCES 2021-1. Consejo Nacional de Ciencia y Tecnología, (2021 - 2021).
- Miembro Titular. Jurado del Premio Universidad de Sonora a la Trayectoria y al Mérito Académico. Universidad de Sonora. Colegio Académico. (2014 y 2020).
- Miembro. Comité de Bioética e Investigación del Departamento de Medicina y Ciencias de la Salud. Universidad de Sonora. (2016 - 2018).
- Profesora Adjunta / Adjunct Professor. Mel and Enid Zuckerman College of Public Health. University of Arizona. (2004 - 2022).
- Miembro. Panel de Expertos en Investigación. Comisión de Salud Fronteriza México-Estados Unidos. (2015 - 2017).
- Representante Institucional. Segunda Reunión Anual del Comité Estatal de Prevención y Control del Sobrepeso, la Obesidad y la Diabetes (CEPRESOD). Secretaría de Salud Pública. (2017 - 2017).
- Miembro. Junta de Gobierno. El Colegio de Sonora. (2010 - 2017).
- Miembro investigador. Red Temática Binacional en Salud Fronteriza. Comisión de Salud Fronteriza México-Estados Unidos. Sección México. (2015 - 2016).
- Consejera. Junta de Gobierno. Centro de Investigaciones y Estudios Superiores en Antropología Social (CIESAS). (2007 - 2015).
- Evaluadora. Convocatoria 2014 de Proyectos Institucionales Multidisciplinarios Transversales. El Colegio de la Frontera Sur. (2014 - 2015).
- Miembro. Comité Estatal de Prevención y Control del Sobrepeso, la Obesidad y la Diabetes (CEPRESOD). Servicios de Salud de Sonora, Coordinación General de Servicios de Salud, Dirección General de Servicios de Salud a la Persona. (2014).
- Representante institucional. Comité de Prevención. Consejo Nacional para la Prevención y el Control del Síndrome de la Inmunodeficiencia Adquirida (CONASIDA). (2013 - 2014).
- Representante institucional. Vocal Titular. Consejo Nacional para la Prevención y el Control del Síndrome de la Inmunodeficiencia Adquirida (CONASIDA). (2012 - 2014).
- Miembro. Consejo Consultivo Nacional de la Revista Salud Problema. Universidad Autónoma Metropolitana, Unidad Xochimilco. Maestría en Medicina Social. (2010-2014).
- Miembro. Comité Técnico del Galardón a la Innovación y la Cooperación Transfronteriza México-Estados Unidos. El Colegio de la Frontera Norte, Arizona State University, Wilson Center Mexico Institute. (2013).
- Miembro. Comité Externo de Evaluación (CEE). Centro de Investigación en Alimentación y Desarrollo, A.C. (2008 - 2013).
- Miembro. Comité Externo de Evaluación. El Colegio de Michoacán. (2008 - 2012).
- Evaluador. Protocolos de Investigación en el área de Salud Pública, contribuyendo al dictamen de Premios de Investigación en Salud 2011. Secretaría de Salud Pública, Servicios de Salud de Sonora y Comité Estatal Interinstitucional para la Formación y Capacitación de Recursos Humanos e Investigación en Salud. (2012 2012).
- Miembro. Comisión Dictaminadora del Área de Ciencias Sociales. Consejo Nacional de Ciencia y Tecnología. Foro Consultivo Científico y Tecnológico. (2009 - 2011).
- Miembro. Board of Directors. CONAHEC (Consortium for North American Higher Education Collaboration). (2008 - 2010).
- Miembro. Consejo Académico. El Colegio de Michoacán. (2005 - 2010).
- Miembro. Comité de Evaluación Binacional de los proyectos que se recibieron a través de la Convocatoria 2009 del Programa de Investigación en Migración y Salud (PIMSA). Consejo Nacional de Ciencia y Tecnología, Programa de Investigación en Migración y Salud. (2009).
- Miembro. Consejo Consultivo Ciudadano para la Política de Población. Consejo Nacional de Población. (2008 - 2009).
- Miembro. Panel binacional (MEXICO-USA) de evaluación del Programa de Investigación en Migración y salud (PIMSA). Convocatoria 2009. Health Initiative of the Americas (HIA) y California Program on Access to Care (CPAC), auspiciados por University of California Berkeley, School of Public Health. (2009 - 2009).
- Miembro honorario. Academia de Sociomedicina del Programa de Medicina. Universidad de Sonora, División de Ciencias Biológicas y de la Salud. (2009).
- Par Evaluador. Convocatoria 2007 del Programa Nacional de Posgrados de Calidad PNPC. Consejo Nacional de Ciencia y Tecnología / Secretaría de Educación Pública. (2007 - 2007).
- Miembro. Consejo Consultivo de Desarrollo Social. Secretaría de Desarrollo Social. (2004 - 2006).
- Jurado. Premio Fray Bernardino de Sahagún, Área de Etnología y Antropología Social. INAH. (2005).
- Miembro. Comité Asesor del Programa "Salud Reproductiva y Sociedad". El Colegio de México, A.C. (1993 - 1995).
- Miembro. Comité Científico del V Congreso Nacional de Investigación en Salud Pública y II Congreso Regional de la Asociación Internacional de Epidemiología. Instituto Nacional de Salud Pública, Asociación Internacional de Epidemiología. (1994).
- Miembro. Consejo Consultivo del 6.º Congreso Latinoamericano y 8.º Congreso Mundial de Medicina Social. Universidad de Guadalajara, International Association of Health Policy. (1994).

## Pertenencia a Asociaciones.
- Colegio de Etnólogos y Antropólogos Sociales, A.C.
- Latin American Studies Association (LASA).
- American Public Health Association.
- Global Alliance for Chronic Disease.
- Red Binacional para Comunidades Saludables en la región Sonora-Arizona.
- Comité Técnico, Asociación Sonorense de Salud Reproductiva, A.C. (MexFam-Sonora).
- Red Temática Binacional en Salud Fronteriza.
- American Anthropology Association.
- Colegio de Profesionales de Salud Pública del Estado de Sonora, A.C.
- Asociada de la Red Fronteriza de Salud y Ambiente, A.C.

## Publicaciones.
Ha participado como autora y coautora de libros, artículos científicos y de divulgación, así como de manuales de programas educativos, entre ellos: 
- Meta Salud (2018)[22]
- Meta Salud Diabetes (2018)[23].
- Meta Salud Cánceres de la Mujer (2018).[24]
- Ética en la investigación social. Experiencias y reflexiones, en coordinación con Ma. del Carmen Castro Vásquez (2014).[25]

- Mujeres, maquila y embarazo. Prácticas de atención de madres-trabajadoras en Nogales, Sonora, México (2014).
- Trabajando más allá de las fronteras, un manual para proyectos transfronterizos de salud (2004).[26]
- Compartiendo Historias de Fronteras: cuerpos, géneros, generaciones y salud, editado con Janice Monk y Norma Ojeda de la Peña (2004).
- Salud reproductiva: temas y debates, editado con Mario Bronfman (2003).
- Por los rincones. Una antología de métodos cualitativos en la investigación social, compilado con Jesús Armando Haro Encinas (2000).
- Las broncas de los chavos en Nogales. Adolescencia y salud en la Frontera Norte, coautoría con Jesús Armando Haro Encinas (1994).[27]

## Reconocimientos.
- Reconocimiento por su participación en Trabajo al Servicio de la Educación, otorgado por el  Gobierno del Estado de Sonora y Instituto Sonorense de la Mujer. (2008)

- Reconocimiento a su participación que se ha reflejado en acciones que contribuyen a enaltecer a las mujeres sonorenses, otorgado por el Senado de la República a través de la Comisión Especial para Conmemorar el L Aniversario del Voto de las Mujeres en México, en coordinación con el Gobierno del Estado de Sonora, H. Congreso del Estado de Sonora y el Instituto Sonorense de la Mujer. (2003).[27]
- Reconocimiento al Mérito Ecológico 1997, otorgado por la Secretaría de Medio Ambiente, Recursos Naturales y Pesca, y el Gobierno del Estado de Sonora.
- Premio Dr. José Miró Abella al mejor trabajo de investigación en el área de Salud y Asistencia Social, por el trabajo sobre adolescentes y salud en Nogales. Recibido junto con Armando Haro. Otorgado por el Gobierno del Estado de Sonora y la Secretaría de Salud Pública. (1992).
- Premio Enf. Beatriz López Soto al mejor trabajo de investigación en el área de Salud, por la investigación sobre bajo peso al nacer en bebés de trabajadoras de la maquila. Gobierno del Estado de Sonora, Secretaría de Salud Pública. (1988).

## Colaboraciones en artículos especializados.
Publicaciones arbitradas y artículos de divulgación